# 帕凡舞
帕凡舞(Pavane，中文也有译作“孔雀舞”)是一种偶数类拍子，简单庄重的慢步舞，通常伴有伽利阿德舞。
在16，17世纪欧洲达到全盛，当时帕凡舞是身份的象征。但1636年后这种社交舞就完全过时被人忘却了。法国舞蹈理论家Thoinot Arbeau在他的《Orchésographie》写道：“帕凡舞对国王、诸侯、大臣而言，是吹捧自己，炫耀自己的工具”英国女王伊丽莎白一世特别喜欢跳帕凡舞。

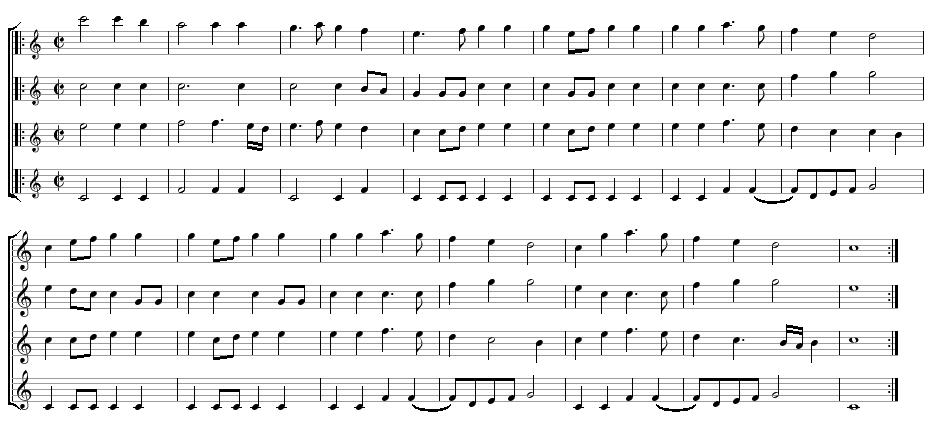
帕凡舞曲，约1530年

## 舞曲作者
Pierre Attaignant（约1494-1552), 
Anthony Holborne (15??-1602)
威廉·伯德 (?1540-1623), 
托马斯·莫利 (约 1557 - 1602),
扬·皮泰尔索恩·斯韦林克 (1562-1621), 
约翰·道兰德 (约 1563-1626),
奥兰多·吉本斯 (1583-1625), 
约翰·赫尔曼·沙因 (1586-1630),
萨缪尔·沙伊特 (1587-1654),
Jacob van Eyck (约 1590-1657)

## 后来作曲家的作品
- 拉威尔，悼念公主的帕凡舞曲
- 福莱，帕凡舞曲, 1887
- Steve Martland，安德森先生的帕凡舞曲